# Elvir Baljić
Elvir Baljić, türk. Elvir Baliç  (* 8. Juli 1974 in Sarajevo, damals SFR Jugoslawien, heute Bosnien-Herzegowina), ist ein ehemaliger bosnisch-herzegowinischer Fußballnationalspieler und ehemaliger Co-Trainer der Bosnisch-Herzegowinischen Nationalmannschaft. Er besitzt neben der bosnischen auch die türkische Staatsbürgerschaft.

## Spielerkarriere

### Verein
Der 1,86 Meter große Flügelstürmer begann in seiner Heimatstadt Sarajevo mit dem Fußballspiel, von wo er nach Bursaspor, in die Türkei wechselte. Über den türkischen Erstligisten kam Elvir Baljić 1998 für knapp 9,5 Millionen Euro zum türkischen Top-Club Fenerbahçe Istanbul, bei dem er den Höhepunkt seiner, bis dahin verlaufenden Karriere zeigen konnte.
In Folge seiner ausgezeichneten Leistung wurde er im Sommer 1999 für 3,5 Milliarden spanische Peseten, umgerechnet ca. 21 Millionen Euro, von Real Madrid gekauft. Aufgrund eines Kreuzbandrisses konnte er sich dort allerdings nur selten in der ersten Mannschaft durchsetzen und kehrte somit erneut zu Fenerbahçe Istanbul zurück, allerdings nur als Leihe.
Im Sommer 2002 wurde Elvir Baljić ablösefrei an Galatasaray Istanbul abgegeben, ehe er zuvor noch an den spanischen Erstligisten, Rayo Vallecano zwischenzeitlich ausgeliehen wurde.
Mit Galatasaray wurde er in der Saison 2002/03 türkischer Vizemeister.
In der Saison 2004/05 wechselte Baljić zu Konyaspor und beendete, schockierend für alle Konyaspor-Fans, mit 31 Jahren in der Winterpause seine Karriere. Obwohl er seine Karriere beendet hatte, konnte er jedoch, einerseits von Seiten des Vorstandes der bosnischen Nationalmannschaft und andererseits seitens von Konyaspor überredet werden zumindest noch ein bis zwei weitere Jahre als Profi tätig zu sein. Er unterschrieb dann 2006 einen Ein-Jahres-Vertrag bei MKE Ankaragücü und blieb somit auch der Nationalmannschaft erhalten.
Jedoch konnte er an seine alten Leistungen nicht mehr anknüpfen und verließ den Verein vorzeitig. 2006 unterschrieb er einen Vertrag bis 2008 bei İstanbulspor in der TFF 1. Lig und beendete somit seine Karriere.

### Nationalmannschaft
Baljić war Spieler der bosnisch-herzegowinischen Fußballnationalmannschaft. Er hat insgesamt 38 Spiele für Bosnien bestritten und dabei 14 Tore erzielt. Beim bislang einzigen Spiel seines Heimatlandes gegen die deutsche Fußballnationalmannschaft am 11. Oktober 2002 in Sarajevo erzielte Baljić in der 21. Minute den 1:0-Führungstreffer. Das Spiel endete mit einem 1:1-Unentschieden.

## Trainerkarriere
Im Jahr 2010 wurde er zum Co-Trainer der bosnisch-herzegowinischen Fußballnationalmannschaft ernannt.
Im Oktober 2015 übernahm er den türkischen Zweitligisten Kardemir Karabükspor als Cheftrainer und arbeitete damit zum ersten Mal in dieser Tätigkeit. Nach neun Spieltagen trat er von seinem Amt wieder zurück.

## Sonstiges
Baljićs Markenzeichen sind ein weißes oder blaues Schweißband, das er bei jedem Spiel trägt.
Darüber hinaus ist Baljić ein leidenschaftlicher Sänger. Er hat auch schon sein erstes Album unter dem Namen Novi dan (zu deutsch: Ein neuer Tag) 2006 herausgebracht.
Neben Bosnisch spricht Baljić fließend Türkisch und besitzt neben der bosnischen auch die türkische Staatsangehörigkeit.